# Begöngyöltszélű cölöpgomba
A begöngyöltszélű cölöpgomba (Paxillus involutus) az osztatlan bazídiumú gombák (Homobasidiomycetes) osztályán belül a tinórugomba-alkatúak (Boletales) rendjébe és a cölöpgombafélék (Paxillaceae) családjába tartozó faj. Van ahol ehető gombaként fogyasztják, de Európa legtöbb országában halálos mérgezéseket is tulajdonítanak neki.

## Megjelenése

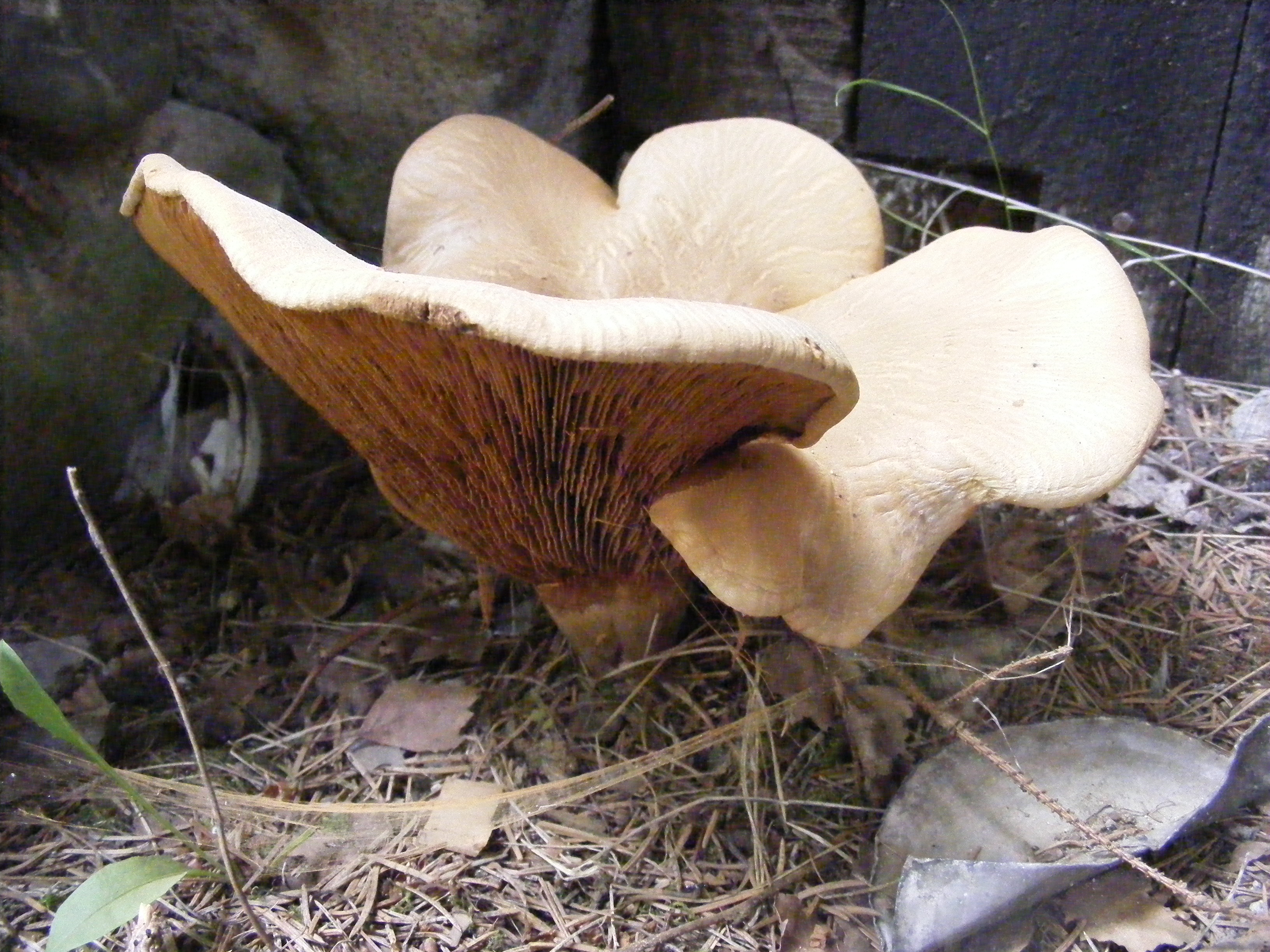
Idős példány

Közepes termetű gomba, egyesével vagy csoportosan terem patakparton, lomberdőkben, ritkán fenyőerdőkben is, nyáron és ősszel.
Kalapja barnás, kisebb-nagyobb foltokkal, kezdetben domború, majd lapos lesz, széle begöngyölt. Nedves időben síkos, Jellemző átmérője 5–12 cm. Lemezei sárgák, esetleg barnás árnyalatúak, nyomásra vörösbarnára színeződnek, sűrűn állók. Tönkje rövid, kemény, színe világosabb a kalapénál. Jellemző magassága 4–6 cm.
A gomba szaga a friss gyümölcsre emlékeztet, nyersen megkóstolva íze savanyú.

## Összetéveszthetősége
Néhány tejelőgombával téveszthető össze, ezektől eltérően azonban nincs tejnedve.

## Mérgezése
Sokáig fogyaszthatónak tartották Közép- és Kelet-Európában (a Szovjetunió volt tagállamaiban, valamint Finnországban sütve–főzve egyaránt fogyasztják), de Julius Schäffer német gombász 1944-es halála kapcsán kiderült, hogy veszélyesen mérgező. Nyers fogyasztása esetén bélrendszeri problémákat okoz, de később felismerték hogy gyakori esetben okoz autoimmun hemolízist még azoknál is, akik évek óta fogyasztják azt egyéb káros hatás nélkül. A gombában levő antigén ráveszi az immunrendszert a vörösvérsejtek megtámadására. A komoly és gyakran végzetes komplikációk között akut vesesérülés, sokk, akut légzőszervi bénulás és disszeminált intravaszkuláris koaguláció.